# Xã Norwich, Quận Huron, Ohio
Xã Norwich (tiếng Anh: Norwich Township) là một xã thuộc quận Huron, tiểu bang Ohio, Hoa Kỳ. Năm 2010, dân số của xã này là 1.070 người.